# Aston Martin Vantage DTM
Aston Martin Vantage DTM — гоночный автомобиль, созданный британским автопроизводителем Aston Martin для участия в чемпионате Deutsche Tourenwagen Masters. Vantage DTM стал первым автомобилем этой гоночной серии от производителя Aston Martin с момента его дебюта в DTM в сезоне 2019 года, разработанным совместно с HWA. Aston Martin Vantage DTM дебютировал в преддверии сезона 2019 года в соответствии с правилами Класса 1.

## Разработка
HWA AG начала разработку, проектирование и производство шасси Vantage DTM в октябре 2018 года. Первое шасси Vantage DTM было собрано в феврале 2019 года, а первый автомобиль был построен в начале марта того же года. Автомобиль был построен компанией HWA AG в Аффальтербахе, Германия.

## Дебют
Первый заезд Aston Martin Vantage DTM провёл Пол ди Реста 4 марта 2019 года на трассе Херес. Машина официально дебютировала на тестах на Лаузицринге 14 апреля 2019 года и в гонках на Хоккенхаймринге 3 мая 2019 года. Автомобиль продержался в этом виде спорта всего один сезон, заняв последнее место в турнирной таблице производителя, а затем сошёл с дистанции в конце сезона, ссылаясь на проблемы с финансированием. Vantage DTM также не участвовал в гонках вне чемпионата на Фудзи Спидвей против автомобилей Super GT.